# Ciudad de Yibuti
La Ciudad de Yibuti es la capital del país africano de Yibuti, así como la ciudad de mayor tamaño de dicho Estado (su población en 2018 era de 562 000 habitantes).

## Geografía
Yibuti esta una península que separa el golfo de Adén del golfo de Tadjoura. Posee 630 kilómetros cuadrados de superficie.
El centro de la ciudad fue planificado de tal forma que se establecían dos zonas bien diferencias, la europea y la africana. Actualmente dicha división no existe. Al norte de la ciudad se encuentra el puerto, utilizado para comercio internacional, así como para la pesca y como lugar de partida de los ferris que conectan la localidad con Obock y Tadjoura.

## Historia
Esta ciudad portuaria fue fundada en 1888 por colonos franceses. En 1891, solo tres años después de su creación, sustituyó como capital del país a la ciudad de Tadjoura.

## Demografía
Yibuti es una ciudad multiétnica. Tiene una población de alrededor de 603 900 residentes (yibutianos) en 2018, lo que lo convierte, con mucho, en el asentamiento más grande del país. El grupo étnico más grande son los somalíes y el segundo más grande son los afars, ambos pueblos cusitas de habla cusita. El paisaje urbano de la ciudad está formado por muchas comunidades. La composición étnica de Djibouti cambió en la década de 1990, cuando un número significativo de inmigrantes etíopes y somalíes llegaron a la ciudad, y Djibouti fue apodado el "Hong Kong francés en el Mar Rojo" debido a su urbanismo cosmopolita.[24]
La mayoría de los residentes locales hablan somalí (303.100 hablantes) o afar (101.200 hablantes) como primer idioma, que son las lenguas maternas de los grupos étnicos somalí y afar, respectivamente. Ambos idiomas pertenecen a la familia afroasiática más grande. Hay dos idiomas oficiales en Djibouti: el árabe (afroasiático) y el francés (indoeuropeo).
El árabe es de importancia social, cultural y religiosa. En entornos formales, consiste en árabe estándar moderno. Coloquialmente, unos 40.000 residentes locales hablan el dialecto árabe Ta'izzi-Adeni, también conocido como árabe del sur de Yemen debido a los inmigrantes yemeníes. El francés se heredó del período colonial y es el idioma principal de instrucción. Unos 14.200 yibutianos lo hablan como primera lengua. Los idiomas inmigrantes incluyen el árabe omaní (38.900 hablantes y el amárico (1.400 hablantes).
La población de Djibouti es predominantemente musulmana. El Islam es observado por el 94% de la población de la nación (alrededor de 740.000 a partir de 2012), mientras que el 6% restante de los residentes son adherentes cristianos.[2] La Diócesis de Djibouti atiende a la pequeña población católica local, que se estima en alrededor de 7.000 personas en 2006.

## Religión
Entre los lugares de culto, predominan las mezquitas musulmanas. También hay iglesias y templos cristianos: Iglesia ortodoxa etíope Tewahedo, Diócesis católica de Yibuti (Iglesia católica), Iglesias protestantes e Iglesias evangélicas.

## Arquitectura
Lugares de interés de la ciudad de Yibuti son las playas situadas en la costa oriental, el mercado central, el estadio nacional, el palacio presidencial y la mezquita Hamoudi.

## Transportes
Además de la conexión aérea con otros países a través del Aeropuerto Internacional de Yibuti-Amboulii, la ciudad cuenta con una línea férrea que le conecta a Adís Abeba, capital etíope. Dicho país carece de puerto marítimo propio, por lo que utiliza el puerto de Yibuti como punto de partida de la exportación de varios productos propios, como por ejemplo el azúcar.